# Bendegó-meteoriten

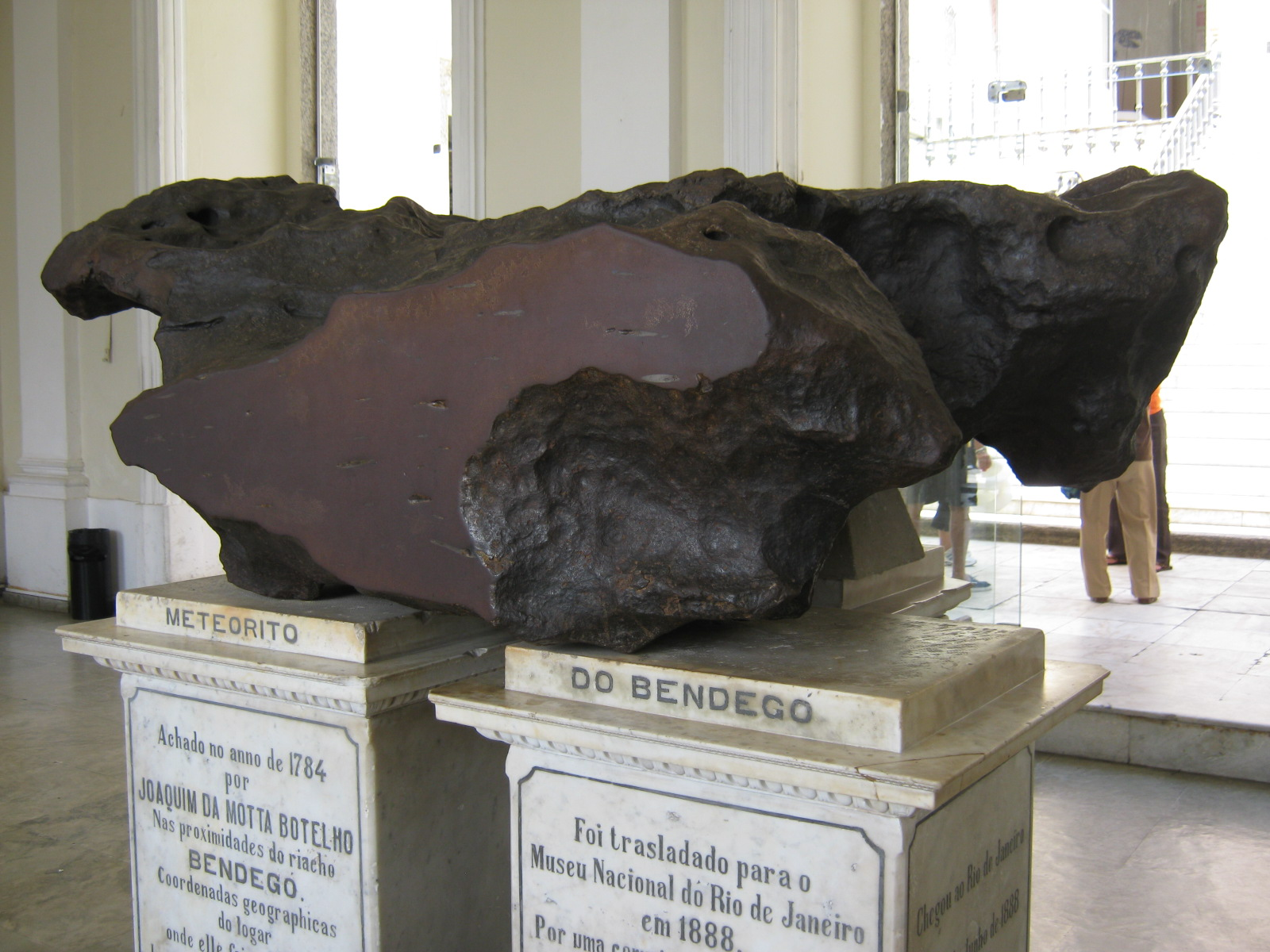
Bendegó-meteoriten

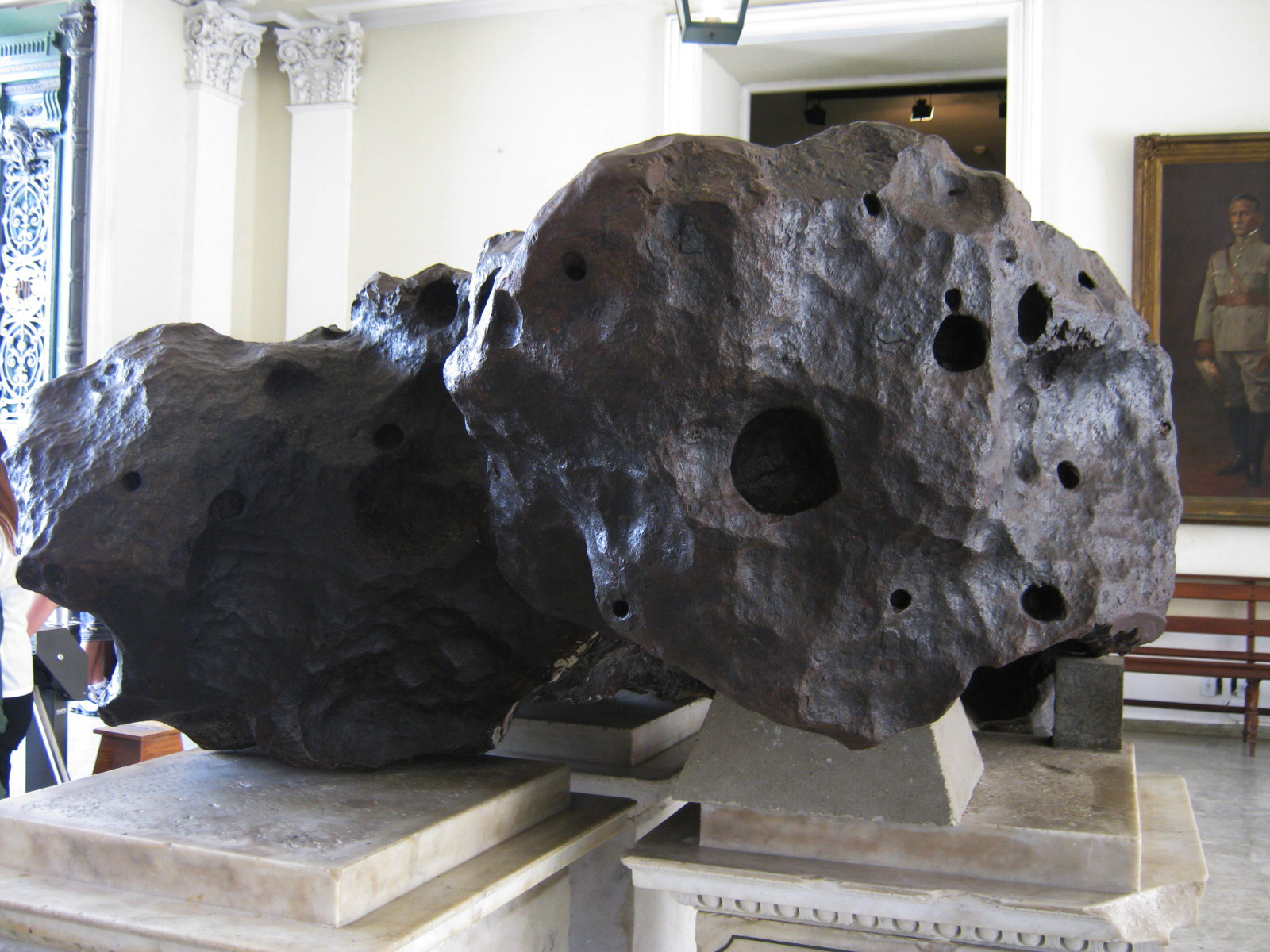

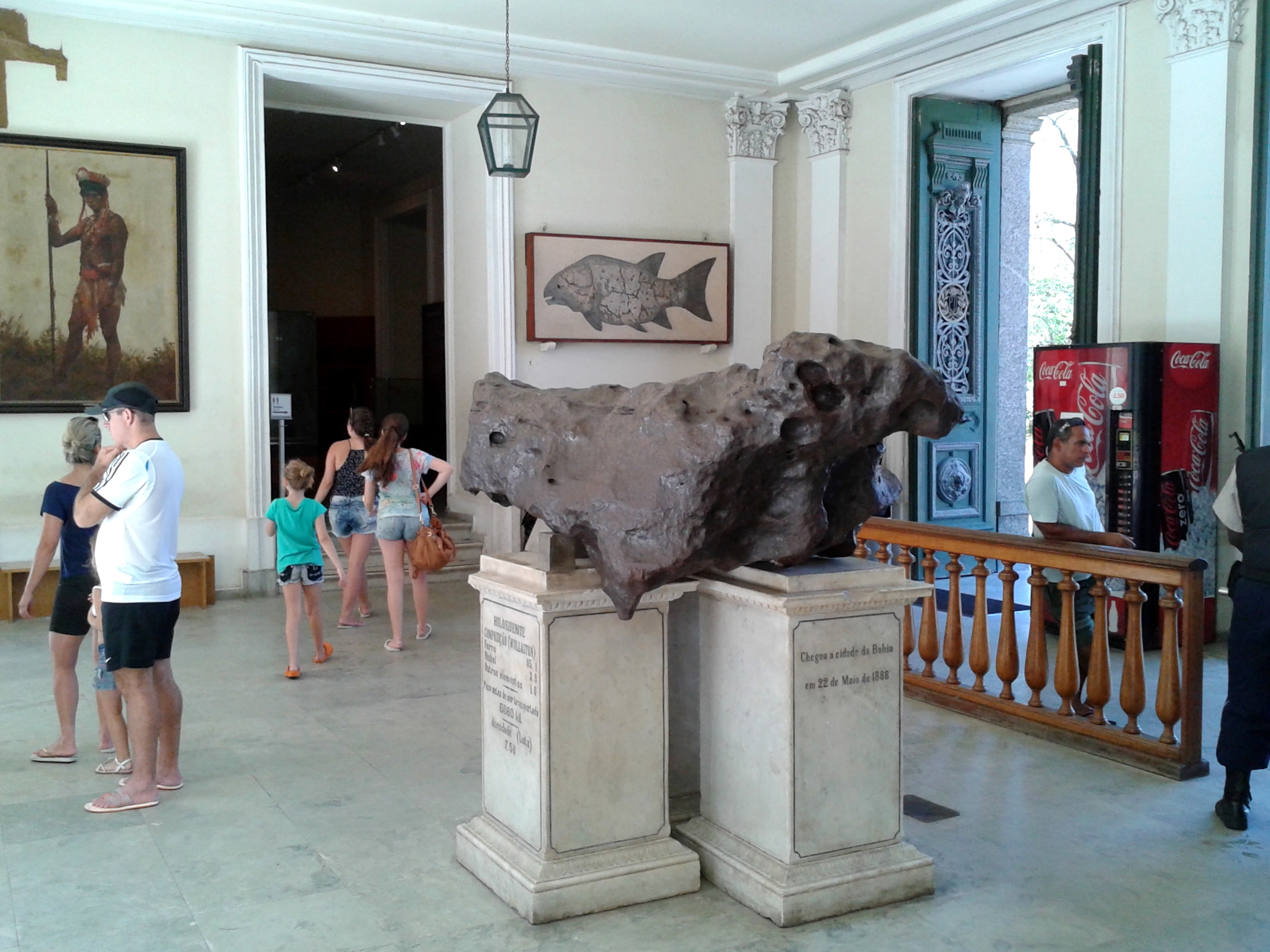
Bendegó-meteoriten i Museu Nacional da Universidade Federal do Rio de Janeiro före branden 2018

Bendegó-meteoriten är en meteorit, som hittats i det inre av delstaten Bahia i Brasilien. Den väger 5.260 kilogram och är därmed den största järnmeteorit som påträffats i Brasilien. Den har sedan 1888 funnits att beskåda på Museu Nacional da Universidade Federal do Rio de Janeiro i Rio de Janeiro.
Bendegó-meteoriten klarade sig i stort sett oskadd från den förödande branden i museet i september 2018.

## Upptäckt
Bendegó-meteoriten påträffades 1784 av en ung vallpojke i närheten av den nuvarande staden Monte Santo, Bahia. Den var vid denna tidpunkt den näst största upptäckta meteoriten i världen. Att döma av det ungefär tolv centimeter tjocka oxidationslager som den låg på uppskattas det att den legat på plats flera tusen år..

## Beskrivning
Meteoriten är oregelbunden till formen, 2,20 x 1,45 x 0,58 meter, och påminner till formen en asteroid. Den har ett stort antal håligheter på ytan samt cylindriska hål som är parallella till längdaxeln. Hålen bildades genom att dess järnsulfidmineral troilit förbrändes under meteoritens passage genom atmosfären, eftersom sulfiden har en lägre smältpunkt än resten av meteoriten. Bendegó-meteoriten är en metallrik meteorit och innehåller huvudsakligen järn. Den innehåller också 6,6 % nickel, 0,47 % kobolt, 0,22 % fosfor samt spår av svavel och kol..